# William Shockley (aktor)
William Martin Shockley (ur. 17 września 1963 w Lawrence) – amerykański aktor i muzyk.

## Życiorys

### Wczesne lata
Swoje zainteresowanie muzyką przejawiał już mając 7 lat. Przez wiele lat prowadził wędrowny styl życia. Uczęszczał na University of Texas w Austin w Teksasie i ukończył Texas Tech University na wydziale politologii. Później przeprowadził się do Dallas, gdzie uczył się aktorstwa i występował w przedstawieniach lokalnego teatru.

### Kariera
Po podpisaniu kontraktu z agentem w Dallas, wkrótce otrzymał rolę Creepa w futurystycznym kultowym hicie kinowym Paula Verhoevena RoboCop (1987) z udziałem Petera Wellera i Nancy Allen. Wystąpił w dwóch adaptacjach telewizyjnych powieści Jackie Collins – miniserialu NBC Uśmiechy losu (Lucky/Chances, 1990) i tele dramacie Lady Boss (1992). Popularność na małym ekranie zdobył w roli Hanka Lawsona, ponurego dozorcy baru na Dzikim Zachodzie i właściciela domu publicznego w serialu CBS Doktor Quinn (Dr. Quinn, Medicine Woman, 1993-97). W kontrowersyjnym dramacie obnażającym kulisy rewii w Las Vegas w reżyserii Paula Verhoevena Showgirls (1995) zagrał postać bezwzględnego gwiazdora rocka Andrew Carvera i został wiernie opisany w magazynie Brytyjska Premiera jako "książę ciemności" i wychwalany w The New York Times jako "zapierający dech brutal". W telewizyjnym westernie CBS Biała squaw (Stolen Women, Captured Hearts, 1997) z Janine Turner pojawił się jako generał George Armstrong Custer.
Oprócz aktorstwa, zajął się prowadzeniem restauracji 'Cafe' Josie' w Austin, w stanie Teksas.
Swojego głosu użyczył w kampaniach reklamowych w radio i telewizji m.in. dla Toyoty, Siemens, Cisco Systems, Isuzu, Fruit of the Loom i XM Satellite Radio.
Został wokalistą i gitarzystą zespołu country Kanan Dume z Los Angeles.

## Filmografia

### Filmy kinowe
- 1987: RoboCop jako Creep
- 1989: Skowyt 5: Przebudzenie (Howling V: The Rebirth) jako Richard
- 1990: Przygody Forda Fairlane'a (The Adventures of Ford Fairlane) jako Punk Gunslinger
- 1990: Street Asylum jako Tatoo
- 1991: Switch jako Gość na przyjęciu
- 1994: Wyśniona kochanka (Dream Lover) jako Buddy
- 1995: Showgirls jako Andrew Carver
- 1995: Czerwony cadillac (Girl in the Cadillac) jako Lamar
- 1999: Porywacze (The Joyriders) jako Pony Tail Trucker
- 1999: Suckers jako Everett
- 2001: Madison jako Rick Winston
- 2006: Witamy w raju (Welcome to Paradise) jako Kent Dylan
- 2006: Nocni łowcy (Treasure Raiders) jako Beekeeper
- 2010: Ostatnia wola (Last Will) jako Michael Palmer

### Filmy TV
- 1989: Niegrzeczni chłopcy (Nasty Boys) jako diler narkotykowy
- 1990: Podwójna zdrada (Love and Lies) jako Steve
- 1990: Morderca z przedmieścia (A Quiet Little Neighborhood, a Perfect Little Murder)
- 1990: Sunset Beat jako Niemiecki Hit-man
- 1991: Vigilante Cop (Shoot First: A Cop's Vengeance)
- 1992: Lady Boss jako Axel Porter
- 1997: Biała squaw (Stolen Women, Captured Hearts) jako Generał George Armstrong Custer

### Seriale TV
- 1988: Rycerze Houston (Houston Knights)
- 1989: Koszmary Freddy'ego (Freddy's Nightmares) jako Ralph (Cabin Fever)
- 1989: Gliniarz i prokurator (Jake and the Fatman) jako Szantażysta
- 1990: W gorączce nocy (In the Heat of the Night) jako Troy Caldwell
- 1990: Jackie Collins – Uśmiechy losu (Lucky/Chances) jako Flash
- 1990: Hardball jako Anioł śmierci
- 1990: Alien Nation jako Nick Coletta
- 1990: Krok milowy (Quantum Leap) jako Homer
- 1990: Paradise znaczy raj (Paradise)
- 1990-91: Młodzi jeźdźcy (The Young Riders) jako Jake Colter
- 1991: Dobry i zły (Good & Evil) jako Sonny
- 1993-97: Doktor Quinn (Dr. Quinn, Medicine Woman) jako Hank Lawson
- 1997-99: Kameleon (The Pretender) jako Luther Ecksley
- 2000: Nash Bridges jako Rooster
- 2006: Skazani za niewinność (In Justice) Mickey „The One” Young
- 2007: Wzór (Numb3rs) jako Vincent Kagan
- 2014: Agenci NCIS: Los Angeles (NCIS: Los Angeles) jako Rand Palmer